# You Don't Know (сингл Shady Records)
«You Don't Know» — перший сингл з компіляції Eminem Presents: The Re-Up. Трек звучить у фільмі WWE Studios «The Condemned». Його також використовували під час презентації гравців Бостон Селтікс у Ті-Ді ґарден.

## Відеокліп
Прем'єра відео відбулась 7 листопада 2006 у «Sucker Free» на MTV та BET на «106 & Park». Кліп посів 1-шу сходинку на Total Request Live телеканалу MTV. Камео: Тоні Єйо, The Alchemist, Young Buck, D12, Боббі Кріквотер, Обі Трайс, Mobb Deep, Trick-Trick, Dr. Dre й Stat Quo. Обі Трайс грає роль координатора гелікоптера, в якому перевозять Бенкса.
Всіх 4 виконавців зображено особливо небезпечними злочинцями, котрих транспортують окремо різними способами до арени з посиленою охороною. На реперах тюремні помаранчеві роби, ланцюги й наручники. 50 Cent перевозять літаком, Емінема — вантажівкою, Cashis — потягом, Бенкса — гелікоптером. Кліп є посиланням на «Мовчання ягнят»: Емінем прикутий до візка й має на собі намордник як у Ганнібала Лектера. На початку відео Емінем також імітує відому дію Лектера, коли той облизував губи перед Кларіс Старлінґ: у кліпі репера в камері відвідує аґент ФБР, схожа на Старлінґ. Цілком імовірно, відео посилається на стрічку «Повітряна в'язниця», де засуджених перевозять літаком.

## Список пісень
| #  | Назва                                                          | Автор                                                 | Продюсер(и)        | Тривалість |
| -- | -------------------------------------------------------------- | ----------------------------------------------------- | ------------------ | ---------- |
| 1. | «You Don't Know» (у вик. 50 Cent, Eminem, Cashis, Lloyd Banks) | М. Мезерс, К. Джексон, К. Ллойд, Р. Джонсон, Л. Ресто | Eminem, Luis Resto | 4:17       |
| 2. | «Get Low» (у вик. Stat Quo)                                    | А. Янґ, Д. Паркер, М. Елізондо, С. Бентон             | Dr. Dre            | 3:19       |

## Чартові позиції
| Чарт (2006)                                   | Найвища позиція |
| --------------------------------------------- | --------------- |
| Велика Британія (The Official Charts Company) | 32              |
| Ірландія (IRMA)                               | 5               |
| Норвегія (VG-lista)                           | 7               |
| США (Billboard)                               | 12              |
| US Hot R&B/Hip-Hop Songs (Billboard)          | 87              |
| US Pop 100 (Billboard)                        | 16              |